# Lexicalisation
 (août 2024).
Si vous disposez d'ouvrages ou d'articles de référence ou si vous connaissez des sites web de qualité traitant du thème abordé ici, merci de compléter l'article en donnant les références utiles à sa vérifiabilité et en les liant à la section « Notes et références ».
Cette page contient des caractères spéciaux ou non latins. S’ils s’affichent mal (▯, ?, etc.), consultez la page d’aide Unicode.
La lexicalisation est le fait qu'un mot nouveau soit connu et reconnu dans une langue par ses locuteurs avec un sens bien déterminé. La lexicalisation est une notion de linguistique (tout particulièrement d'étymologie, de lexicologie et de linguistique comparée) et dans leur jargon on dit que le terme devient un lemme appartenant au lexique de cette langue.
Un nouveau terme lexicalisée peut être un simple mot isolé, mais aussi un syntagme ou une périphrase. Dans ces derniers cas, le groupe de mots doit ne constituer qu'un seul lemme, c'est-à-dire qu'il doit avoir un sens propre global indépendant des sens des mots qui le composent.

## Domaine d'application
Pour qu'il y ait lexicalisation d'un terme, il est nécessaire qu'au départ ce terme puisse ne pas avoir été considéré comme un terme unique ou comme appartenant de droit à la langue ; ainsi, les mots hérités historiquement d'une langue-mère ne peuvent se lexicaliser, au contraire de syntagmes constitués de tels mots. Plusieurs procédés peuvent conduire à la lexicalisation, comme l'emprunt lexical d'un terme étranger, le néologisme, l'univerbation ou encore la catachrèse (Métaphore figée, antonomase - un nom propre devient un nom commun, etc.).

## Critères de test

### Pour les termes isolés
Il est difficile de fournir des critères objectifs permettant de savoir quand un terme ou une expression sont lexicalisés : en effet, il ne s'agit pas de considérer que leur entrée dans « le » dictionnaire suffit car le dictionnaire n'a aucun sens. Il existe, pour une langue donnée à un état donné en synchronie, plusieurs dictionnaires, aucun n'ayant de réelle autorité suprême (pas même celui de l'Académie française en France, qui ne fait que sanctionner un certain usage). Chaque équipe de lexicographes suit une ligne éditoriale différente, telle acceptant de recenser un terme qu'une autre exclura au prétexte qu'il est trop récent et qu'on ne peut se prononcer sur sa pérennité. 
En sorte, il semble que le véritable test soit l'usage, la spécialisation et la grammaticalisation : quand un terme nouveau est utilisé par un assez grand pourcentage de la population, il est patent qu'il a été lexicalisé. Mieux, s'il suit les règles de grammaire habituelles, cela confirme son entrée dans le lexique. Par exemple, lorsque le terme taliban a commencé à être entendu, il a été principalement utilisé par des journalistes couvrant la guerre en Afghanistan de 2001, lesquels, en contact avec des locaux, utilisaient les règles de pluralisation propres au persan, à savoir un taleb / des taliban. Plus tard, quand le mot a été employé par un plus grand nombre de locuteurs, cette pluralisation a été normalisée selon les règles habituelles : un taliban / des talibans (il est notable que le terme étant, dans la presse, plus fréquemment utilisé au pluriel, c'est ce pluriel qui a fourni un singulatif et non l'inverse). Il y a eu là grammaticalisation d'un emprunt, première preuve de la lexicalisation. D'autre part, le terme arabe ne signifie pas, comme en français, « fondamentaliste islamiste » mais « étudiant ». La spécialisation du terme dans la langue empruntant est une autre preuve de la lexicalisation. Taliban est d'ailleurs recensé dans l'édition électronique du Petit Robert de 2001.

### Pour les mots composés et les expressions
On peut appliquer ce test à des syntagmes : pomme de terre, par exemple, est bien lexicalisé car son sens est spécialisé. Il ne désigne pas au sens propre une pomme poussant dans la terre ou constituée de terre mais un légume bien précis. La lexicalisation du syntagme conduit à la création d'un mot composé, lemme unique. La lexicalisation des syntagmes en français peut aussi être constatée par l'utilisation du trait d'union (dont les usages manquent parfois de cohérence) : le lemme grand-angle se distingue ainsi du syntagme grand angle (« un angle qui est grand »). Le fait qu'on ne peut intercaler de mots entre les constituants d'un mot composé ou en actualiser un seul membre confirme son statut de lemme unique : pomme de la terre n'a plus le même sens et dans chemin de fer résistant, résistant ne peut porter que sur l'ensemble et non sur le seul constituant fer. 
Des processus prosodiques peuvent confirmer la lexicalisation d'anciens syntagmes, comme l'univerbation. Par exemple, le toponyme grec Πελοπόννησος Pelopónnêsos (« Péloponnèse ») provient d'un ancien syntagme Πέλοπος νῆσος Pélopos nễsos, c'est-à-dire « l'île de Pélops » (avec Πέλοπος Pélopos, génitif de Πέλοψ Pélops). Or, aucun lemme grec ne peut porter, au moins pris de manière isolée, plus d'un accent : le fait que Πέλοποννῆσος Péloponnễsos (avec assimilation complète de /s/ devant /n/) devienne Πελοπόννησος Pelopónnêsos par univerbation (dans la transcription latine, ê représente un /e/ long et non un /e/ accentué) prouve aussi la lexicalisation du terme, ainsi que l'application des lois de limitation qui empêchent l'accent de remonter plus haut que le deuxième omicron. L'univerbation est fréquente en français moderne : longtemps s'écrit encore long temps chez Louise Labé et aujourd'hui provient bien de l'expression au jour d'hui (où « hui », du latin  hodie, signifie aujourd'hui).
Des expressions plus complexes que le syntagme nominal peuvent donc être lexicalisées. Le fait qu'elles acquièrent une classe unique constitue là aussi un critère de test : par exemple, le syntagme verbal je ne sais quoi est devenu un substantif qu’on orthographie je-ne-sais-quoi. Un je-ne-sais-quoi est maintenant un véritable lemme signifiant  « une qualité difficilement définissable », que l'on peut utiliser même quand le locuteur n'est pas la première personne du singulier : « Il pensa que ce jeune homme avait un je-ne-sais-quoi de charmant » est parfaitement correct. Le latin, du reste, utilise nescio quid de la même manière avec le même sens. Un syntagme comme je ne vois quoi, qui n'a pas de classe unique, n'est cependant pas lexicalisé, ce que prouve un énoncé incorrect comme *elle avait un je ne vois quoi de louche. Il reste un syntagme devant obéir aux règles d'utilisation habituelles.